# Eduardo Praes
Eduardo Praes (tiếng Trung: 艾華度 sinh ngày 3 tháng 11 năm 1988) là một cầu thủ bóng đá người Brasil, hiện tại thi đấu cho câu lạc bộ tại Giải bóng đá ngoại hạng Hồng Kông Tai Po.

## Sự nghiệp câu lạc bộ
Vào tháng 6 năm 2017, Praes được giải phóng từ HK Pegasus và sau đó ký hợp đồng với Tai Po.  Ngày 13 tháng 5 năm 2018, huấn luyện viên của Tai Po, Lee Chi Kin khẳng định rằng Eduardo sẽ ở lại với câu lạc bộ trong mùa giải tới.